# Loipe

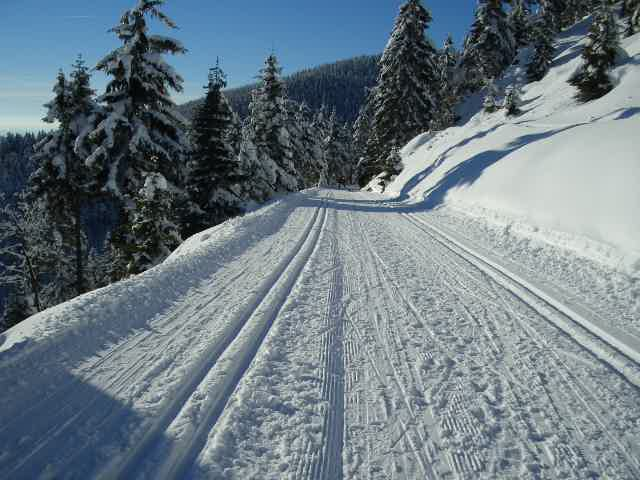
Loipe im Thüringer Wald

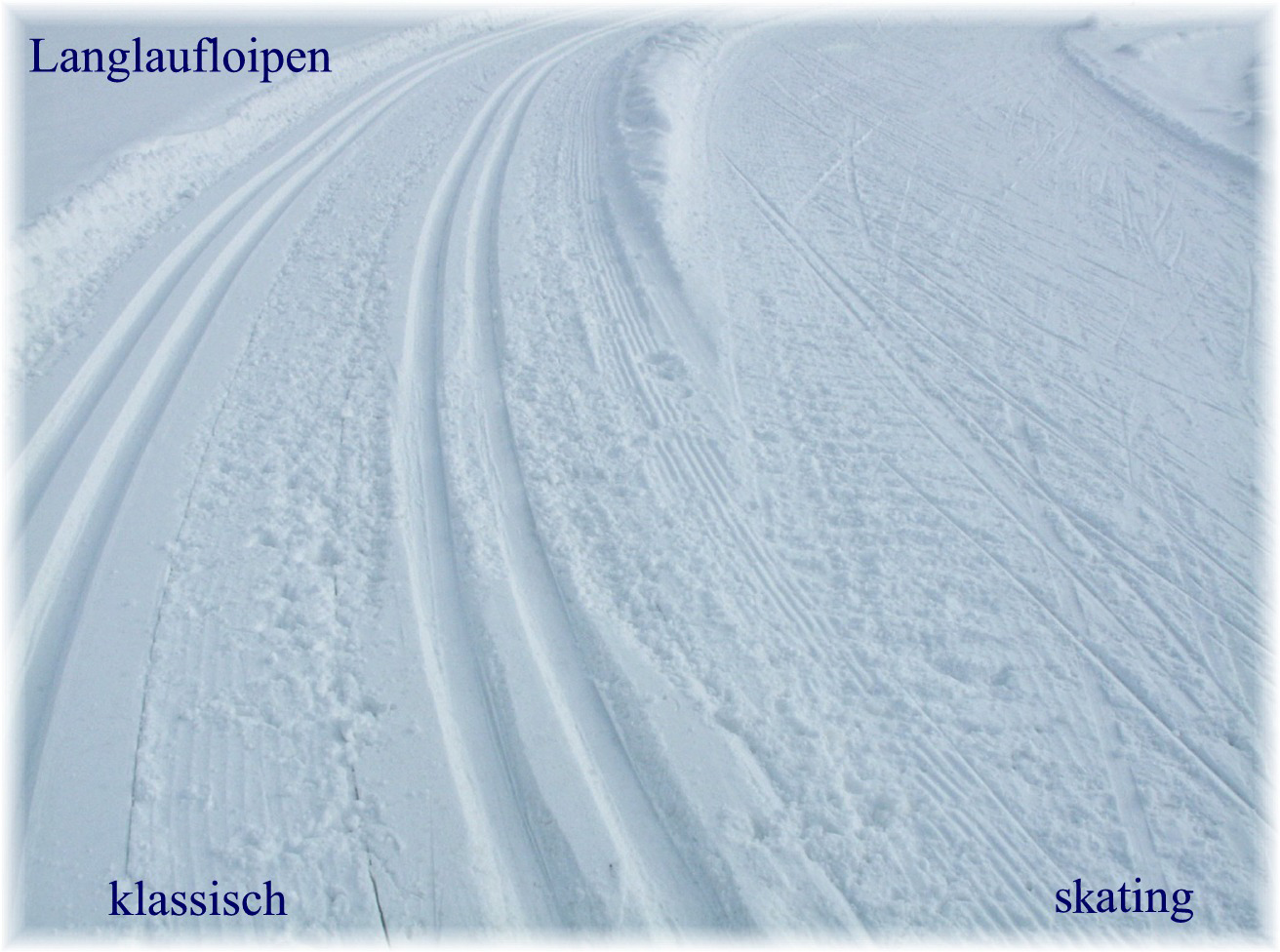
Langlaufloipen

Eine  Loipe oder Langlaufloipe ist eine zur Ausübung des Skilanglaufs präparierte Strecke im Schnee.

## Wortherkunft
Das Wort ist aus der norwegischen Sprache entlehnt. Norwegisch løype bedeutet ursprünglich ‚steile Rinne, durch die man Holz zu Tale gleiten lässt‘; es ist von den Verben laupe ‚laufen‘ bzw. dessen Kausativ løype ‚etwas zum Laufen bringen‘ abgeleitet.

## Präparation

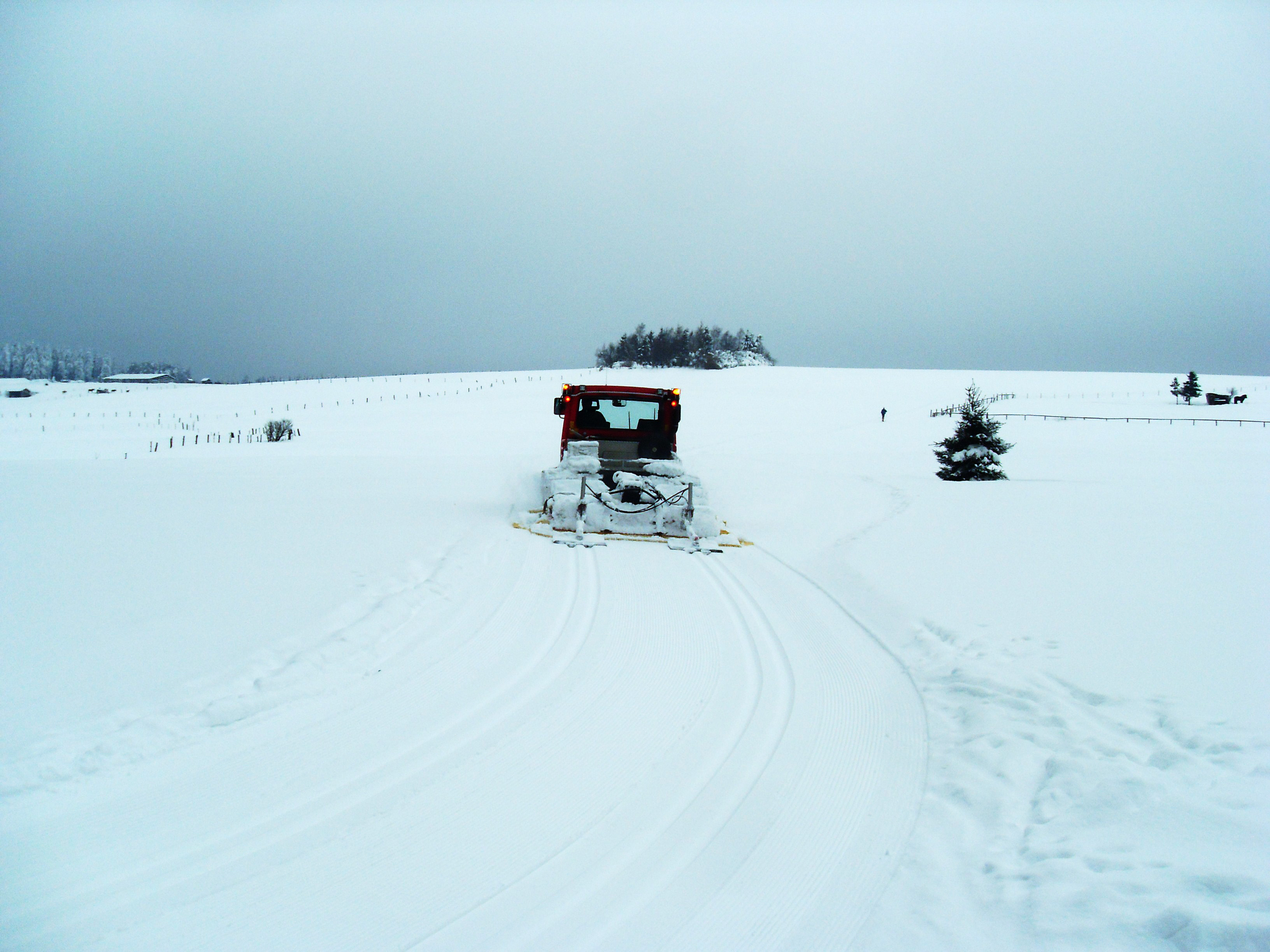
Loipenspurgerät an einem Pistenfahrzeug

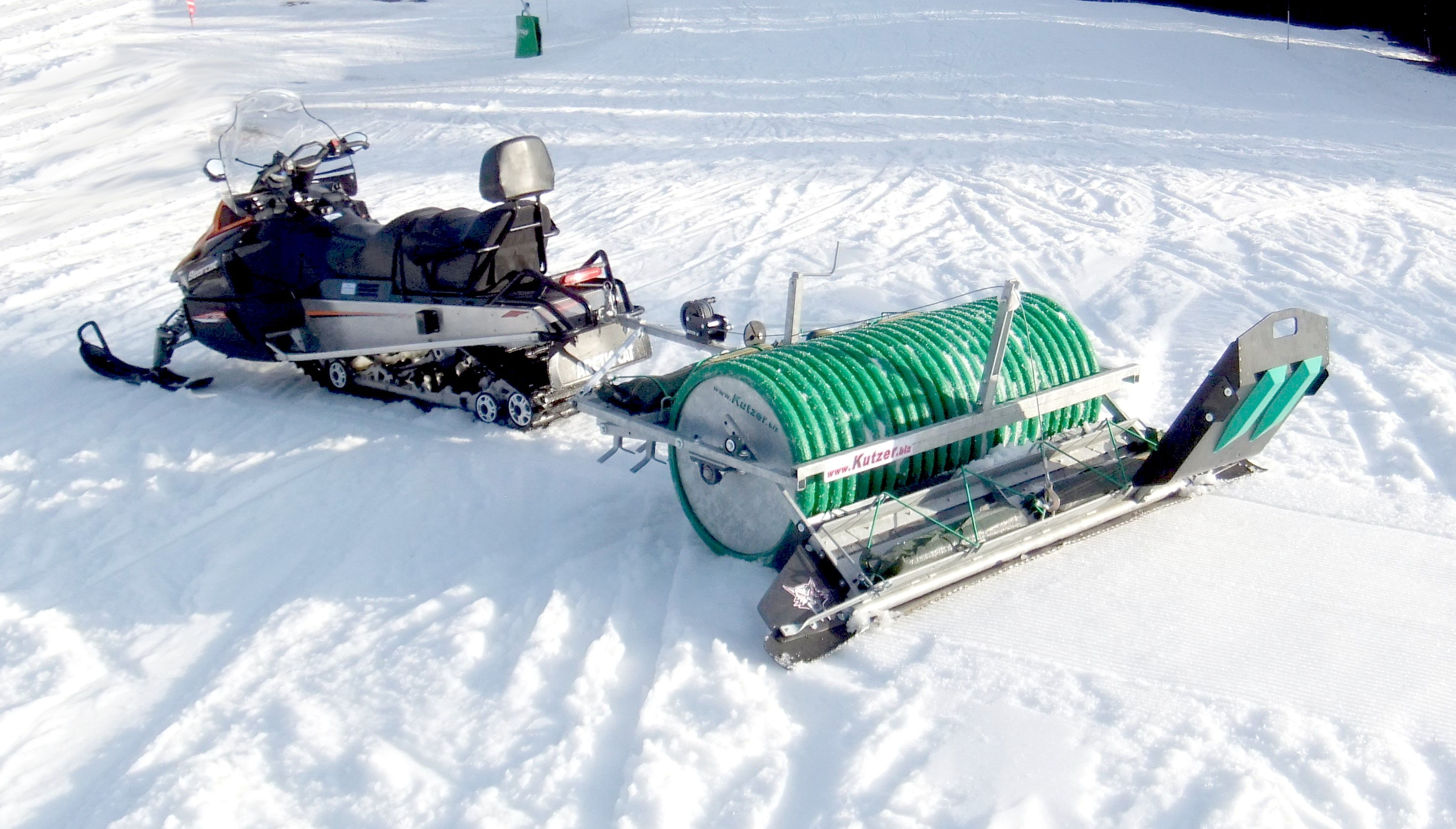
Loipenspurer

Bis weit ins 20. Jahrhundert wurden Loipen ausschließlich von Langläufern angelegt, die, als erste durch unberührten Neuschnee gehend, eine Spur hinter sich ließen. Noch heute gibt es regional bekannte Loipen, die regelmäßig in dieser Weise von Freiwilligen angelegt werden, so zum Beispiel nach jedem nennenswerten Schneefall der Rundkurs durch den Englischen Garten in München.
In Wintersportorten hingegen werden Loipen in aller Regel maschinell präpariert.
Das hinten an einem Pistenfahrzeug oder an einem Traktor (Schlepper) angebrachte Loipenspurgerät fräst den Schnee hinter dem Fahrzeug und lockert ihn damit auf. Anschließend wird er auf der gesamten Breite fest gepresst, die eigentliche klassische Loipe wird durch eine spezielle Spurplatte mit konstantem Anpressdruck in den Schnee gedrückt.
Grundsätzlich gibt es zwei Arten von Loipen:
- die klassische Nordic-Loipe mit zwei parallelen Spuren
- die Skating-Loipe, die nur aus einer 3–5 m breiten Piste besteht.

Für den klassischen Stil werden Spurrillen in den Schnee gedrückt, die den Langlaufskiern eine Führung bieten; für die Skating-Technik ist dagegen ein plattgewalzter Schneestreifen notwendig. Auf einer Skating-Loipe werden aufgrund des Laufstils (Schlittschuhschritt) höhere Geschwindigkeiten erreicht.
Als Alternative kann die Loipe auch mit einem Motorschlitten oder Raupenquad präpariert werden; an das Zugfahrzeug wird dann ein Loipenspurgerät angehängt. Bei dieser Methode ist eine Präparation schon bei Schneehöhen ab 10 cm möglich. Nach der Präparation muss der verdichtete Schnee ein paar Stunden durchfrieren, damit sich eine tragfähige Loipe ergibt. Aus diesem Grund wird meist abends oder nachts gespurt.

## Loipennetze

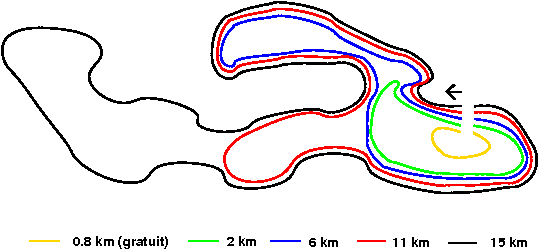
Typischer Loipenplan eines kleinen Skiorts
mit Einbahnregelung und Gebührenpflicht (Gresse-en-Vercors, Frankreich, vereinfacht und nicht ganz im Maßstab)

Wintersportorte legen in der Regel mehrere Loipen unterschiedlicher Länge und Schwierigkeit an. Oft teilen mehrere Loipen einige Streckenabschnitte; die anspruchsvolleren Loipen zweigen dann in längere Umwege ab. Dadurch können Loipennetze von über 100 km Länge entstehen. Allerdings sind die Gesamt-Kilometer-Angaben der meisten Skigebiete irreführend: es werden die Längen sämtlicher Rundkurse addiert, wodurch etliche Streckenabschnitte mehrfach gezählt werden. Zum Teil werden sogar parallel angelegte klassische und Skating-Strecken doppelt gezählt.
In vielen Gebieten besteht eine Einbahnregelung, wodurch die Kapazität einer Loipe und die Sicherheit auf Gefällestrecken erheblich erhöht werden.
Um die empfindliche Loipe vor Zerstörung zu schützen, ist das Wandern und Fahren auf den so präparierten Wegen nicht gestattet.

### Ausschilderung
Die Ausschilderung von Loipen ist international nicht einheitlich.

#### Deutschland
Die Ausschilderung von Loipen sollte sich nach DIN 32912 (Klassifizierung, grundlegende graphische Symbole und Schilder zur Information der Skilangläufer) und DIN 32914 (Schilder für Bergbahnen, Pisten und Loipen; Anforderungen) richten. Mit diesen Normen werden auch die Schwierigkeitsgrade der Loipe farblich einheitlich dargestellt:
- blaue Beschilderung: leichte Loipe
- rote Beschilderung: mittelschwierige Loipe
- schwarze Beschilderung: schwierige Loipe[4]

#### Schweiz
In der Schweiz sind alle Loipen unabhängig vom Schwierigkeitsgrad türkis beschildert. Dadurch sind die Loipenwegweiser klar von den in pink gehaltenen Wegweisern für Winterwanderwege unterscheidbar.

### Gebührenpflicht
In etlichen Staaten (darunter Bayern, Österreich, die Schweiz, Frankreich) können für die Benutzung von Loipen Gebühren erhoben werden; üblich sind Tages-, Wochen- und Jahreskarten. Über gut gepflegte Loipen hinaus erhält man zum Teil weitere Gegenleistungen wie zum Beispiel die kostenlose Nutzung eines Foyer de ski de fond mit Toiletten und geheiztem Aufenthaltsraum. Im restlichen Deutschland scheiterten Versuche, eine Gebührenpflicht einzuführen, bisher an mangelnder Akzeptanz der Bevölkerung und an verfassungsrechtlichen Einwänden. Mancherorts bitten Skivereine mittels Spendendosen um einen Beitrag für den Unterhalt der Loipen.

## Skifernwanderwege
In manchen Gebieten werden die Loipen benachbarter Skiorte zu überörtlichen Skifernwanderwegen verbunden, so zum Beispiel:
- Grande Traversée du Jura[7]
- Fernskiwanderweg Schonach–Belchen im Schwarzwald
- Fernskiwanderweg Hinterzarten–Schluchsee im Schwarzwald
- Fernskiwanderweg Herrenwies – Freudenstadt[8] im Schwarzwald
- Bayerwaldloipe
- Skimagistrale Erzgebirge/Krušné hory
- Catamount Trail, im amerikanischen Staat, Vermont[9]